# 7,5 cm Pak 40
A Pak 40 (Panzerabwehrkanone 40) foi uma arma anti-tanque alemã que disparava projécteis de 7,5 cm de calibre. Foi desenvolvida em 1939-40 a partir da 5 cm Pak 38. Foi considerada como uma das melhores armas anti-tanque tanto pelas tropas alemãs como pelas Aliadas.